# Jagasics András
Lovászi Jagasics András, néhol Jakasits vagy Jakasics (1728– Szentmargitfalva, 1786. május 15.) Zala vármegye alispánja, táblabíró, földbirtokos.

## Családja és származása
A római katolikus nemesi származású lovászi Jagasics család sarja. Jagasics Ferenc, földbirtokos, és gyulai Gaál Anna fia. Apai nagyszülei Jagasics János, és Szalay Anna, akik 1715. július 28.-án III. Károly magyar királytól címeres nemeslevelet szereztek. Az anyai nagyszülei gyulai Gaál Gábor (1690–1754), földbirtokos és simonyi és varsányi Simonyi Mária voltak. Jagasis András alispánnak az anyai nagynénje gyulai Gaál Katalin (1711–1770), akinek a férje bonyhádi Perczel József (1699–1768), Tolna vármegye alispánja, földbirtokos; Jagasics András elsőfokú unokatestvére, Perczel József és gyulai Gaál Katalin fia, bonyhádi Perczel Gábor (1736–1785), a völgységi járás főszolgabírója, földbirtokos. Két további elsőfokú unokatestvére anyja oldaláról: dunaszekcsői Bésán István (1756–1826), Veszprém vármegye alispánja, földbirtokos, ifjabb dunaszekcsői Bésán Imre (1763–1840), cs. és kir. valóságos tábornok, földbirtokos, valamint dunaszekcsői Bésán Károly (1772–1819), királyi testőr, akik Bésán Imre, földbirtokos és gyulai Gaál Jusztina gyermekei voltak.

## Élete
Alap tanulmányai befejezése után, Jagasics András Zala vármegye szolgálatába állt: 1756. október 11.-e és 1758. április 1.-je között Zala vármegye első alügyésze volt. 1757. augusztus 17.-én Zala vármegye másodalispánjává választották, és ezt a hivatalt 1758. augusztus 7.-éig töltötte be. 1758. április 1.-étől 1758. augusztus 7.-éig a vármegye főügyészéként tevékenykedett, 1758. augusztus 7.-étől 1768. november 3.-áig pedig Zala vármegye főjegyzőjeként. 1760. november 27-én Mária Terézia magyar királynőtől birtokadományt szerzett a Zala vármegyei Lovászi és Szentmargita nevű földbirtokokra. 1769. május 2.-án ismét zalai másodalispánná választották meg. 1773. április 14.-éig zalai másodalispán, majd 1773. április 14.-től 1781. szeptember 24.-éig Zala vármegye első alispánja volt.
Jagasics András alispánnak az úrbérrendezés korában összesen 290 úrbéri holdja volt, és a csébi, kávási, lovászi, lövői, pusztaszentpéteri és zalamindeszenti településeken voltak birtokai. A legnagyobb birtoka az a lovászi volt, ami 218 úrbéri holdas volt.
Jagasics András lányaiban kihalt fiú ágon az ő ága a családnak.

## Házasságai és leszármazottjai
Jagasics András kétszer nősült: az első hitvesét, a szalapatakai Nagy családnak a sarját, szalapatakai Nagy Magdolna (*Zalapataka, 1734. március 21.–†Zalapataka, 1772. március 21.) kisasszonyt 1752. szeptember 30-án Salomváron vette el; a szülei szalapatakai Nagy György (†1748), helytartó-tanácsi ítélőmester, zalai főjegyző és nemes Lada Zsófia (1714-1767) voltak. A menyasszonynak az apai nagybátyja szalapatakai Nagy Mihály (1706–1756) királyi tanácsos, Zala vármegye alispánja, országgyűlési követe, földbirtokos volt. Jagasics Andrásnak az első feleségétől született:
- lovászi Jagasics Regina (1754.–Felsőrajk, 1812. június 11.). Férje: rajki Rajky Boldizsár (1742–Felsőrajk, 1814. május 9.) földbirtokos.
- lovászi Jagasics Margit (*Szentmargita, 1764. május 21. – †Zélpuszta, 1818. február 3.). Férje: boldogfai Farkas László (*Boldogfa, 1747. július 7. – †Zélpuszta, 1796. március 24.), földbirtokos, zalalövői alszolgabíró.
- lovászi Jagasics Zsófia (*Zalapataka, 1767. április 5.–†Sümeg, 1808. május 16.). Férje: nemes Oszterhuber Antal (*1759–†Gógánfa, 1821. április 16.), földbirtokos.
- lovászi Jagasics Benedek Gergely (*Zalapataka, 1769. március 18.–†Zalapataka, 1769. március 18.)

Első felesége korai halála után Jagasics András újra házasodott meg: Kőszegen 1772. október 4-én feleségül vette rábabogyószlói Vajda Sára (*Jánosháza, 1735. július 6.–†Szentmargita, 1805. október 31.) kisasszonyt, akinek a szülei rábabogyoszlói Vajda Zsigmond, földbirtokos, vasi főszolgabíró, és chernelházi Chernel Júlia (1704–1770) voltak. Jagasics András és Vajda Sára frigyéből származott:
- lovászi Jagasics Julianna (*Zalapataka, 1775. január 30.–†Söjtör, 1804. szeptember 15.). Férje: lovászi és szentmargithai Sümeghy József (Alsóbagod, 1757. március 20. - Söjtör, 1832. március 10.), zalai alispán, királyi tanácsos, földbirtokos.